# سعدانة عيسوية
سعدانة عيسوية أو نورادة عيسوية (الاسم العلمي:Neurada al-eisawii) هي نوع غير مؤكد من النباتات يتبع جنس النورادة من الفصيلة النورادية. سمي هذا النوع نسبةً إلى عالم النبات الأردني داود العيسوي.